# Lichenostomus flavus
Lichenostomus flavus é uma espécie de ave da família Meliphagidae.
É endémica da Austrália.
Os seus habitats naturais são: florestas subtropicais ou tropicais húmidas de baixa altitude e florestas de mangal tropicais ou subtropicais.